# Pecten fumatus
Pecten fumatus is een tweekleppigensoort uit de familie van de Pectinidae. De wetenschappelijke naam van de soort is voor het eerst geldig gepubliceerd in 1852 door Reeve.